# ویلیام شوکراس
ویلیام هارتلی هیوم شوکراس (به انگلیسی: William Hartley Hume Shawcross)(متولد ۲۸ مه ۱۹۴۶، ساسکس) معروف به ویلیام شوکراس، مدیر کمیسیون خیریه انگلیس و ولز، نویسنده و مفسر بریتانیایی است.

## سرگذشت
شوكراس در مدرسه مقدماتی سنت آوبینز، روتینگدان، کالج ایتن و کالج دانشگاهی، آکسفورد تحصیل کرده است. او پس از ترک آکسفورد برای تحصیل در رشته مجسمه‌سازی در مدرسه هنری سنت مارتین حضور یافت و به‌عنوان روزنامه‌نگار در روزنامه ساندی تایمز کار کرد. در سال ۱۹۷۳، شوكراس به‌عنوان یک عضو كنگره انجمن علوم سیاسی آمریكا در واشینگتن، دی. سی. در كارمندان سناتور ادوارد ام. كندی خدمت كرد.

## آثار و تألیفات
کتاب‌های او شامل مطالعات موضوعات اخیر بین‌المللی است:
- بهار پراگ
- جنگ ویتنام
- انقلاب ایران
- جنگ عراق
- کمک‌های خارجی
- مداخلات بشردوستانه
- سازمان ملل[۳]

## آثار
- Dubcek: Dubcek and Czechoslovakia 1918–1968 (1970), a New York Times Book of the Year
- Crime and Compromise: Janos Kadar and the politics of Hungary since Revolution (1974)
- Sideshow: Kissinger, Nixon and the Destruction of Cambodia (1979), nominated for a جایزه پولیتزر
- The Quality of Mercy: Cambodia, Holocaust and Modern Conscience (1984), awarded the Freedom From Hunger Media Award
- The Shah's Last Ride: The fate of an ally (1988)
- Kowtow!: A Plea on Behalf of Hong Kong (1989)
- Murdoch: The making of a media empire (1992)
- Deliver us from Evil: Warlords, Peacekeepers and a World of Endless Conflict (2000)
- Queen and Country (2002)
- Allies (2004)
- Queen Elizabeth The Queen Mother: The Official Biography (2009)
- Justice and the Enemy: Nuremberg, 9/11, and the Trial of خالد شیخ محمد (2011)
- Counting One's Blessings: The Selected Letters of Queen Elizabeth the Queen Mother (2012)